# 사계항
사계항(沙溪港)은 제주특별자치도 서귀포시 안덕면 사계리에 위치한 어항이다. 1972년 3월 13일 지방어항으로 지정되었다. 관리청은 제주특별자치도, 시설관리자는 서귀포시장이다.

## 어항 연혁
사계항이 위치한 사계리는 안덕면 서남부쪽에 위치한 마을로서 동쪽으로는 산방산, 북쪽으로는 단산 그리고 남쪽으로는 형제섬과 송악산, 가파도가 있고, 서쪽으로는 대정읍 상모리(산이수동)와 경계를 이루고 있으며 2.7Km 해안변을 따라 취락이 형성되며 용머리, 산방산 및 형제섬등 천연관광 자원을 갖춘 곳으로 관광과 농어업이 골고루 발전하고 있는 마을이며 곱고 깨끗한 모래와 푸른 물이 어우러지는 곳으로 명사벽계(明沙碧溪)는 바로 사계(沙溪)리를 일컫는 말이다.

## 어항 구역
- 수역: 방파제 선단에서 전방으로 160m점에서 직각으로 육지부와 연결한 선내의 수역
- 어항구역면적 : 59,700m2, 항내수면적: 31,000m2

## 어항 시설
- 방파제 555m
- 물양장 280m
- 돌제 70m